# Desideria

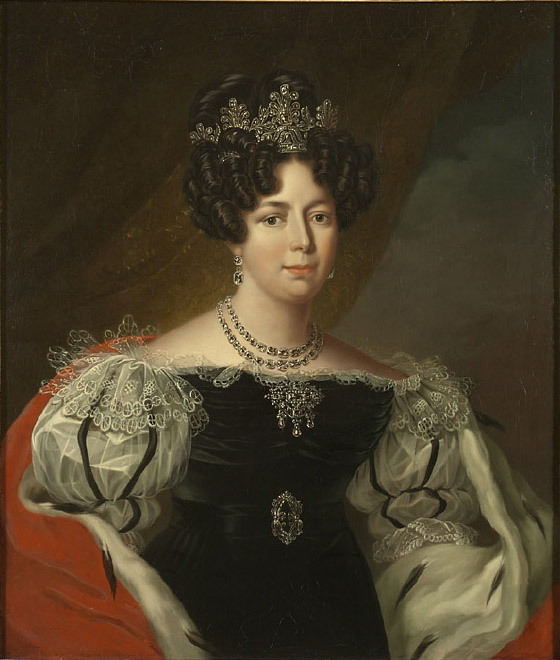
Drottning Desideria

Desideria är ett latinskt kvinnonamn som betyder den önskade.  Namnet gavs bland annat åt den blivande kungen Karl XIV Johans gemål Désirée efter hennes ankomst till Sverige.
Den 31 december 2022 fanns det totalt 725 kvinnor och folkbokförda i Sverige med namnet Desideria, varav 37 bar det som tilltalsnamn.
Namnsdag: 23 maj

## Personer med namnet Desideria
- Drottning Desideria, hustru till Karl XIV Johan